# Andrea (vescovo di Torino)
Andrea (VIII secolo – Torino, ...) è stato vescovo di Torino nella seconda metà dell'VIII secolo.

## Biografia
L'unica attestazione storica dell'esistenza di questo vescovo torinese è un placito redatto a Torino l'8 maggio 827, con il quale si ricompose una causa intercorsa tra l'abbazia di Novalesa e gli abitanti di Oulx in val di Susa. Nel placito, a sostegno delle ragioni dell'abbazia, sono riportati tre documenti antecedenti, due dei quali redatti alla presenza del vescovo Andrea, in una occasione menzionato come "vescovo di Torino".
Incerto è stabilire il periodo in cui visse questo prelato. Il documento in cui si parla di Andrea vescovo torinese risale all'epoca in cui Carlo Magno non era ancora imperatore ma semplicemente re, dunque in un periodo compreso tra il 773 e l'800.